# Morgan Craft
Morgan Craft (Muncy Valley, 11 maggio 1993) è una tiratrice a volo statunitense, vincitrice di una medaglia d'oro ai Campionati mondiali di tiro a volo 2015.

## Palmarès
- Campionati mondiali di tiro

Lonato del Garda 2015: oro nello skeet